# Стахел, Дэвид
Дэвид Стахел (англ. David Stahel, род. 1975, Веллингтон) — новозеландский и австралийский военный историк, писатель и преподаватель, старший лектор канберрского подразделения Университета Нового Южного Уэльса. Специализируется на военной истории Нацистской Германии в годы Второй мировой войны. Является автором нескольких книг о военных действиях начального периода войны на Восточном фронте, в том числе о начале операции «Барбаросса», битве под Киевом (1941) и битве за Москву. Его книги получили положительные отзывы от профессионалов и переведены на несколько европейских языков.

## Образование и карьера
С отличием окончил Университет Монаша и Бостонский колледж. Имеет степень магистра военных исследований Королевского колледжа Лондона и степень доктора философии в Берлинском университете Гумбольдта (2007 год). С 2012 года работает преподавателем истории в Канберрском подразделении университета Нового Южного Уэльса.

## Исторические исследования
Стахел является автором нескольких книг о боевых действиях на Восточном фронте, включая операцию «Барбаросса», битву под Киевом (1941) и битву за Москву. Все его книги были опубликованы издательством Кембриджского университета.
Операция «Барбаросса»
Книга об операции «Барбаросса» представляет собой развитие диссертации Стахела, написанной ранее в Берлине. Автор поддерживает тезис о том, что российская кампания Гитлера провалилась в самом начале августа 1941 года, когда «исчезла перспектива победы в блицкриге». Стахел отмечает сервильность с которой немецкие генералы выполняли требования Гитлера, не обращавшего внимания на очевидные факты, такие как размер страны и климатические условия, недооценивая проблемы вермахта, такие как нарастание трудностей снабжения по мере продвижения войск, недостаточную моторизацию пехоты и др. По мнению Стахела одним из решающих факторов провала концепции блицкрига в России в 1941 году было решение Гитлера после победы в смоленском сражении (20 июля 1941 года) отказаться от продолжения наступления на Москву в соответствии с планом Барбаросса и перенос направления главного удара на захват Украины и Ленинграда. Хотя начальник штаба Франц Гальдер и другие генералы считали это решение ошибочным, они не нашли в себе сил чтобы выступить против.
В своих книгах помимо подробного военного анализа Стахел рассматривает широкую стратегическую и политическую картину действий вермахта, включая радикализацию методов войны и переход к войне на уничтожение.
Битва под Киевом
В рецензии на работу Стахела «Киев 1941: битва Гитлера за господство на Востоке» историк Ричард Эванс отмечает, что «история битвы под Киевом рассказывалась много раз, но редко в таких подробностях, как в книге Дэвида Стахела». Он отмечает, что работа «с образцовой ясностью» рассказывает стратегию и тактику чрезвычайно сложных боевых действий. Рецензент пишет:
В отличие от более традиционных военных историков Стахел остро передаёт весь широкий контекст действий: от общих целей Гитлера в войне до важности логистики для исхода; от кровавого расизма и безжалостного прагматизма, с которым немецкие лидеры, как военные, так и политические, обрекали советских мирных жителей на голодную смерть, до послевоенных споров между историками и отставными генералами по поводу стратегии Гитлера [на Восточном фронте].

### Книги
Монографии
- Operation Barbarossa and Germany’s Defeat in the East. — Cambridge: Cambridge University Press, 2009. — ISBN 9780521768474.
- Kiev 1941. Hitler’s Battle for Supremacy in the East. — Cambridge: Cambridge University Press, 2012. — ISBN 9781107014596.
- Operation Typhoon. Hitler’s March on Moscow. — Cambridge: Cambridge University Press, 2013. — ISBN 9781107035126.
- The Battle for Moscow. — Cambridge: Cambridge University Press, 2015. — ISBN 9781107087606.
- Retreat from Moscow. — New York: Farrar, Straus and Giroux[англ.], 2019. — ISBN 9780374249526.

В качестве редактора (или одного из редакторов)
- Nazi Policy on the Eastern Front, 1941: Total War, Genocide, and Radicalization / edited by David Stahel; Alex J. Kay and Jeff Rutherford. — Rochester, N.Y.: University of Rochester Press[англ.], 2012. — ISBN 9781580464079.
- Joining Hitler’s Crusade: European Nations and the Invasion of the Soviet Union / edited by David Stahel. — Cambridge: Cambridge University Press, 2018. — ISBN 9781108225281.
- Mass Violence in Nazi-Occupied Europe / edited by David Stahel and Alex J. Kay. — Bloomington: Indiana University Press, 2018. — ISBN 9780253036803.

Главы в совместных работах
- Radicalizing Warfare: The German Command and the Failure of Operation Barbarossa // Nazi Policy on the Eastern Front, 1941: Total War, Genocide, and Radicalization (англ.) / edited by Alex J. Kay, Jeff Rutherford and David Stahel (eds.). — Rochester, N.Y.: Boydell & Brewer[англ.] ; University of Rochester Press, 2012. — P. 19—44. — 372 p. — (Rochester Studies in East and Central Europe). — ISBN 978-1-58046-769-8.